# Righteous
«Righteous» es una canción del rapero estadounidense Juice Wrld siendo el primer sencillo póstumo lanzado con él como artista principal. Fue lanzado el 24 de abril de 2020, a través de Grade A Productions a través de una licencia exclusiva de Interscope Records, como el sencillo principal de su álbum póstumo, Legends Never Die.

## Composición
La familia de Juice Wrld anunció que "Righteous" se lanzaría horas antes de su lanzamiento a la medianoche del 24 de abril de 2020. Rolling Stone describió la canción como "pensativa" y que "aborda la ansiedad y trata de calmarla automedicando al mismo tiempo que reconoce la adicción cíclica que sigue ".
Líricamente, Juice Wrld baila sobre el tema de la muerte en la canción con la letra "Over ice, I'm freezing/Beautiful eyes, deceiving/We may die this evening/Coughing, wheezing, bleeding," y "High, I'm an anxious soul/Blood moons are my eyes, stay low/Red and black, they glow/Under attack, in my soul/When it's my time, I'll know.".
Estilísticamente, Stereogum describe la pista como un "desmayo melancólico construido a partir de riffs de guitarra arpegiados y melodías de rayos de luna; todo tiene bordes suaves, texturas cambiantes, voces entrecortadas".
"Righteous" fue producida por Nick Mira y Charlie Handsome. Mira ha trabajado con Juice Wrld en el pasado en varias canciones, incluido el sencillo certificado multiplatino de Juice Wrld, "Lucid Dreams". La canción fue grabada en el estudio casero de Juice Wrld en Los Ángeles.

## Video musical
El video musical de la canción se publicó el mismo día que se lanzó la canción en el canal de YouTube de Juice Wrld. El video fue dirigido, filmado y editado por Steve Cannon.
La primera mitad del video muestra imágenes de Juice Wrld en su vida diaria, incluidas giras, viajes y grabaciones en varios estudios. La segunda mitad del video es una animación que muestra a Juice Wrld luchando contra sus demonios internos antes de cambiar de forma y dejar la Tierra. El video concluye con él desapareciendo en el espacio.
Cannon comenzó a trabajar con Juice Wrld en marzo de 2018 como fotógrafo y camarógrafo. Cannon fue contratado por Lil Bibby, el fundador de Grade A Productions, para seguir a Juice Wrld y documentar su vida.

## Posicionamiento en lista
| Lista (2020)                                | Posiciones |
| ------------------------------------------- | ---------- |
| Alemania (Offizielle Deutsche Charts)       | 48         |
| Australia (ARIA)                            | 15         |
| Austria (Ö3 Austria Top 40)                 | 26         |
| Bélgica (Flandes) (Ultratip Bubbling Under) | 12         |
| Canadá (Canadian Hot 100)                   | 9          |
| República Checa (Singles Digitál Top 100)   | 47         |
| Denmark (Tracklisten)                       | 32         |
| Estonia (Eesti Tipp-40)                     | 8          |
| Finlandia (OFC)                             | 19         |
| France (SNEP)                               | 186        |
| Hungría (Rádiós Top 40)                     | 18         |
| Lithuania (AGATA)                           | 20         |
| Países Bajos (Mega Single Top 100)          | 38         |
| New Zealand (Recorded Music NZ)             | 14         |
| Norway (VG-lista)                           | 20         |
| Portugal (AFP)                              | 41         |
| Sweden (Sverigetopplistan)                  | 31         |
| Suiza (Schweizer Hitparade)                 | 38         |
| Reino Unido (UK Singles Chart)              | 26         |
| Estados Unidos (Billboard Hot 100)          | 11         |
| Estados Unidos (Hot R&B/Hip-Hop Songs)      | 8          |